# Richard Farber

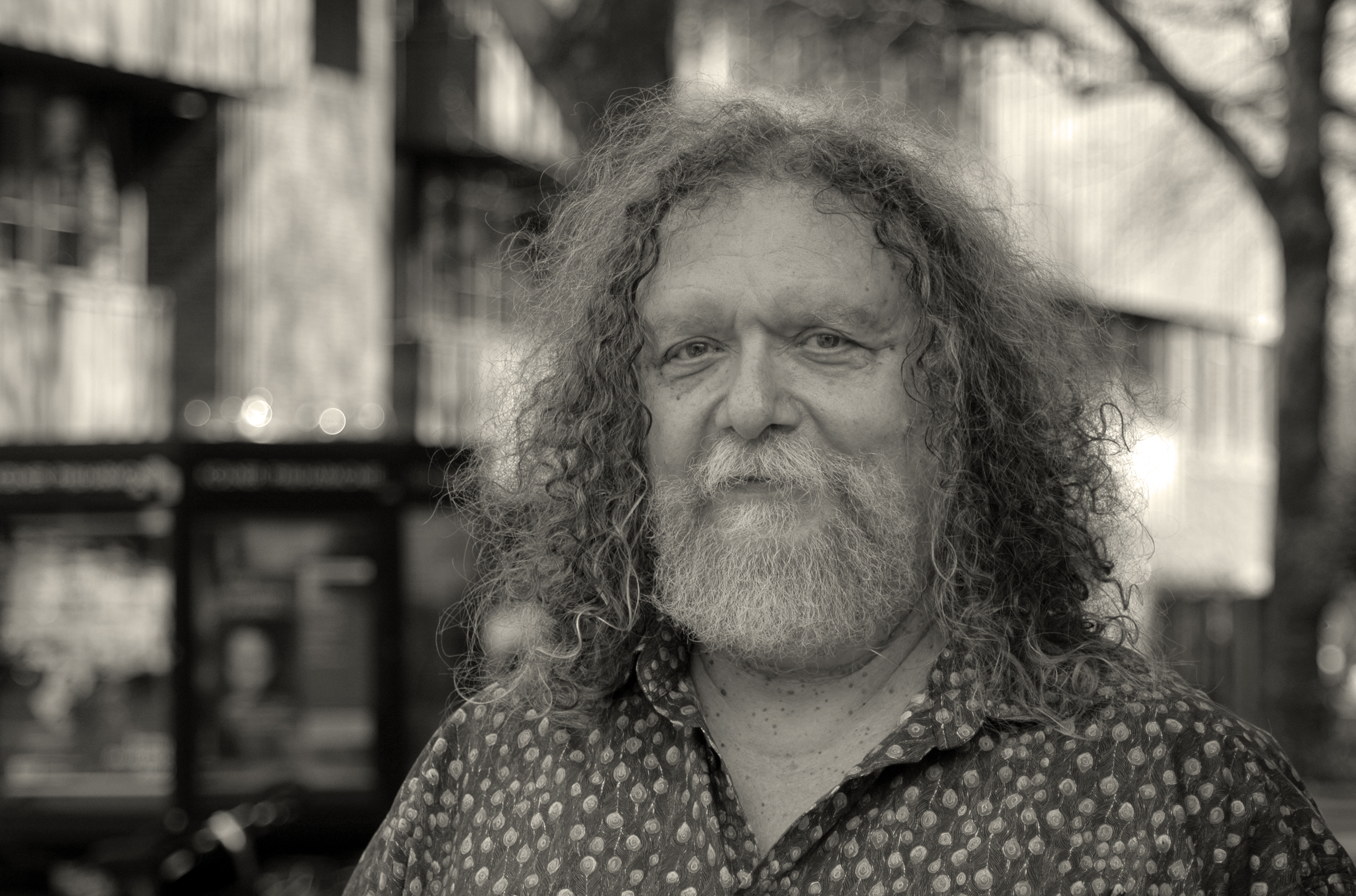
Richard Farber (2014)

Richard Michael Farber (* 4. Dezember 1945 in Washington, D.C.) ist ein israelischer Komponist US-amerikanischer Herkunft.      

## Leben
Richard Farber besuchte in Washington, D.C. die Schule der Hebrew Academy of Washington. Als Mitglied der Habonim folgte er mit neunzehn Jahren den zionistischen Aufrufen und übersiedelte nach Israel. Dort studierte ab 1965 an der Rubin Academy of Music and Dance und graduierte außerdem 1970 in Musikwissenschaften an der Universität Tel Aviv. Zu seinen Lehrern gehörten Yitzhak Sadai, Noam Sheriff, Haim Alexander, Edith Gerson-Kiwi und Yosef Tal. In Israel schrieb er Bühnenmusiken für verschiedene Theater. 
Faber lebt in Tel Aviv und arbeitet seit den 1980er Jahren auch in Europa, vornehmlich, aufgrund der deutschen Kulturförderungssysteme, in Deutschland. Der WDR in Köln hat ihm wiederholt Kompositionsaufträge erteilt und hat seine Kompositionen zur Erst-Aufführung gebracht. Faber hat eine Reihe von Theateraufführungen inszeniert, er hat Musiken für Theater und Hörspiele komponiert. Farber erstes Ballett Mann im Schatten wurde 1992 in der Choreografie von Renato Zanella vom Stuttgarter Ballett uraufgeführt. 
Farber ist ein Sammler antiker Textilien. Das Deutsche Textilmuseum in Krefeld zeigte 1996 seine Sammlung asiatischer Kleidungsstücke.

## Werke (Auswahl)
Prosa
- Begegnungen mit rothaarigen Frauen. Ein Bericht, Wien : Edition Maioli, 1983

Oper
- Wer weiss, wo Polyphonia liegt? : Oper in 2 Akten. Text u. Musik von Richard Farber. Klavierausz. von Ali N. Askin. München : G. Ricordi ca. 1990
- Dracula and the Ballerina in Chains. 1994, Pfalztheater
- Das teuflische Dreieck. 1996, Oper Köln
- Operation Mitternacht. 2002, Oper Bonn